# Arachis helodes
Arachis helodes är en ärtväxtart som beskrevs av Antonio Krapovickas och Rigoni. Arachis helodes ingår i släktet jordnötter, och familjen ärtväxter. IUCN kategoriserar arten globalt som nära hotad. Inga underarter finns listade i Catalogue of Life.